# Masha
Masha (arab. مسحة) – palestyńska wioska położona w muhafazie Salfit, w Autonomii Palestyńskiej.
Leży w zachodniej części Samarii, w otoczeniu miast Bidja i Az-Zawija. Na zachód od wioski przebiega mur bezpieczeństwa oddzielający Izrael od Autonomii Palestyńskiej. Po stronie izraelskiej znajduje się miasteczko Elkana i osiedle Ec Efrajim.

## Historia
29 listopada 1947 roku Zgromadzenie Ogólne Organizacji Narodów Zjednoczonych przyjęło Rezolucję nr 181 w sprawie podziału Palestyny na dwa państwa: żydowskie i arabskie. Tutejsze tereny miały znajdować się w państwie arabskie i w wyniku wojny o niepodległość w 1948 znalazły się pod okupacją Jordanii.
Podczas wojny sześciodniowej w 1967 ziemie te zajęły wojska izraelskie. Po zawarciu w 1994 porozumień z Oslo tereny te znalazły się w Autonomii Palestyńskiej w obszarze o statusie „C” (są to tereny pozostające pod kontrolą izraelską).
23 kwietnia 2003 Izraelczycy rozpoczęli budowę muru bezpieczeństwa, jednak mieszkańcy Mashy razem z izraelskimi i międzynarodowymi działaczami pokojowymi demonstrowali w obronie ziemi. Izraelskie wojsko odpowiedziało na demonstracje nieproporcjonalnie wykorzystując siłę. Istnieją plany budowy kolejnego odcinka muru bezpieczeństwa, który odetnie wioskę od wschodu. Powstanie w ten sposób enklawa Masha.

## Demografia
Według danych Palestyńskiego Centrum Danych Statystycznych, w 2006 w wiosce żyło 1 981 mieszkańców.

## Gospodarka
Gospodarka wioski opiera się na rolnictwie, sadownictwie i hodowli owiec.

## Komunikacja
Na południe od wioski przebiega droga ekspresowa nr 5  (Tel Awiw–Ari’el), brak jednak możliwości wjazdu na nią. Przez wioskę przebiega droga nr 505 , którą jadąc na wschód dojeżdża się do miasta Bidja, lub jadąc na zachód dojeżdża się do bramy w murze bezpieczeństwa i po jej przejechaniu do miasteczka Elkana. Lokalna droga prowadzi na południe do miasta Az-Zawija.